# Steve Wynn (musicista)
Steve Wynn (Los Angeles, 21 febbraio 1960) è un cantautore e chitarrista statunitense che negli anni ottanta ha guidato i The Dream Syndicate, una delle più influenti formazioni del Paisley Underground.

## Biografia
Dopo l'esperienza con i The Dream Syndicate si dedica alla carriera solista. Il suo primo disco è Kerosene Man (1990, Rhino), lavoro che ricalca le orme delle precedenti esperienze dimostrando una personalità artistica fortemente influenzata da Neil Young, da Lou Reed e da Bob Dylan ma sempre con un piede nel proprio universo sonoro, creandosi un'immagine considerata un vero e proprio marchio di qualità. Le successive prove sono Dazzling Display (1991, Rhino) che rimane il suo disco meno a fuoco e l'intimista Fluorescent (1994, Mute), che rafforzano la reputazione del cantante all'interno del circuito alternativo internazionale.
Nel 1993 ha fondato i Gutterball con Stephen McCarthy, Bryan Harvey, Johnny Hott e Armistead Welford, progetto parallelo di stampo prevalentemente garage-rock e con i quali ha pubblicato 3 album.
Melting in the Dark (1996, Zero Hour) continua sulle stesse direttive, con un sound forse più cattivo e maggiormente chitarristico – merito anche dei Come di Chris Brokaw e Thalia Zedek, in seguito apprezzata cantautrice, presenti in veste di band di supporto – che si apre poi nel pop di Sweetness & Light (1997, Zero Hour) e My Midnight (1999, Zero Hour).
Dopo un episodio minore come Pick of the Litter (1999, Glitterhouse), Steve sembra giungere ad una seconda giovinezza artistica, e nel 2001 licenzia quello che è unanimemente considerato il suo capolavoro da solista, ovvero Here Come the Miracles (Innerstate), un doppio album che riassume al meglio la sua versatile creatività e lo rilancia alla ribalta anche grazie alla sua nuova band, i Miracle 3 (Linda Pitmon, Jason Victor e Dave DeCastro).
Ecco quindi che Static Transmission (2003, DBK Works) e ...tick ... tick ...tick (2005, Blue Rose) confermano il momento creativo di Wynn e l'affiatamento dei Miracle 3 viene esibito nello splendido disco Live Tick (2006, Blue Rose) dove il fuoco sembra essere tornato quello dei The Dream Syndicate.

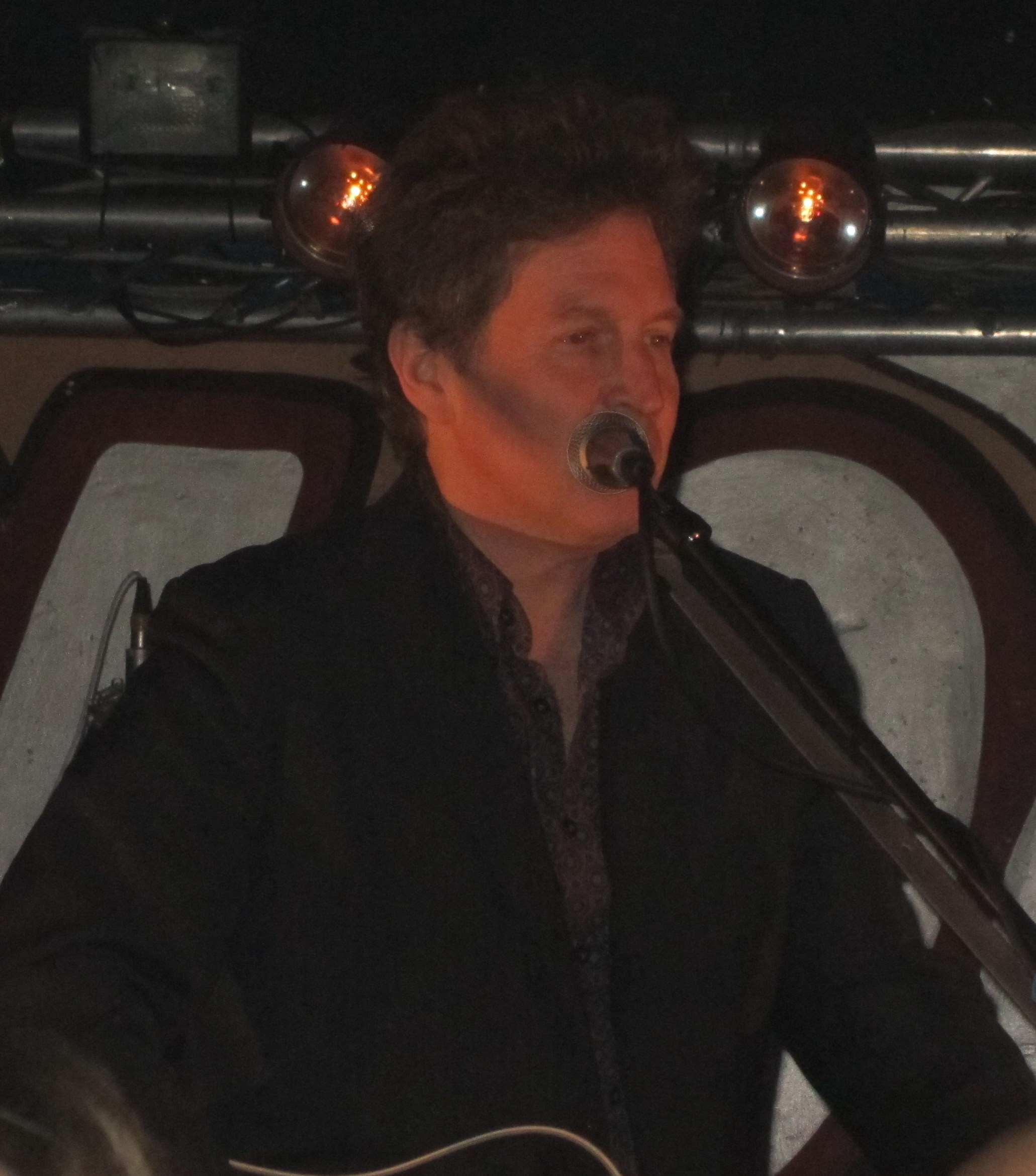
Steve Wynn in concerto al Bloom il 12-02-2011

Nel maggio del 2008 vede la luce Crossing Dragon Bridge registrato a Lubiana assieme a Chris Eckman (chitarra, voce) dei Walkabouts.
Nel 2010 pubblica con i Miracle 3 Northern Aggression.

### Progetti paralleli
Nel 2000 collabora con gli Australian Blonde, gruppo spagnolo per l'album Momento.
Nel 2005 collabora con Paco Loco e Linda Pitmon con il nome Smack Dab per l'omonimo disco uscito solo in Spagna.
Nel 2007 con Dan Stuart dei Green on Red pubblica Cast Iron Soul il secondo album del duo Danny & Dusty dopo The Lost Weekend del 1985.
Con Peter Buck, Linda Pitmon e Scott McCaughey partecipa al progetto The Baseball Project con cui pubblica gli album Volume One: Frozen Ropes and Dying Quails (2008) e Volume 2: High and Inside (2011).
Nel 2014 partecipa alla realizzazione dell'album Whipping The Devil Back del cantautore napoletano Guy Littell suonando l'armonica nella title track.

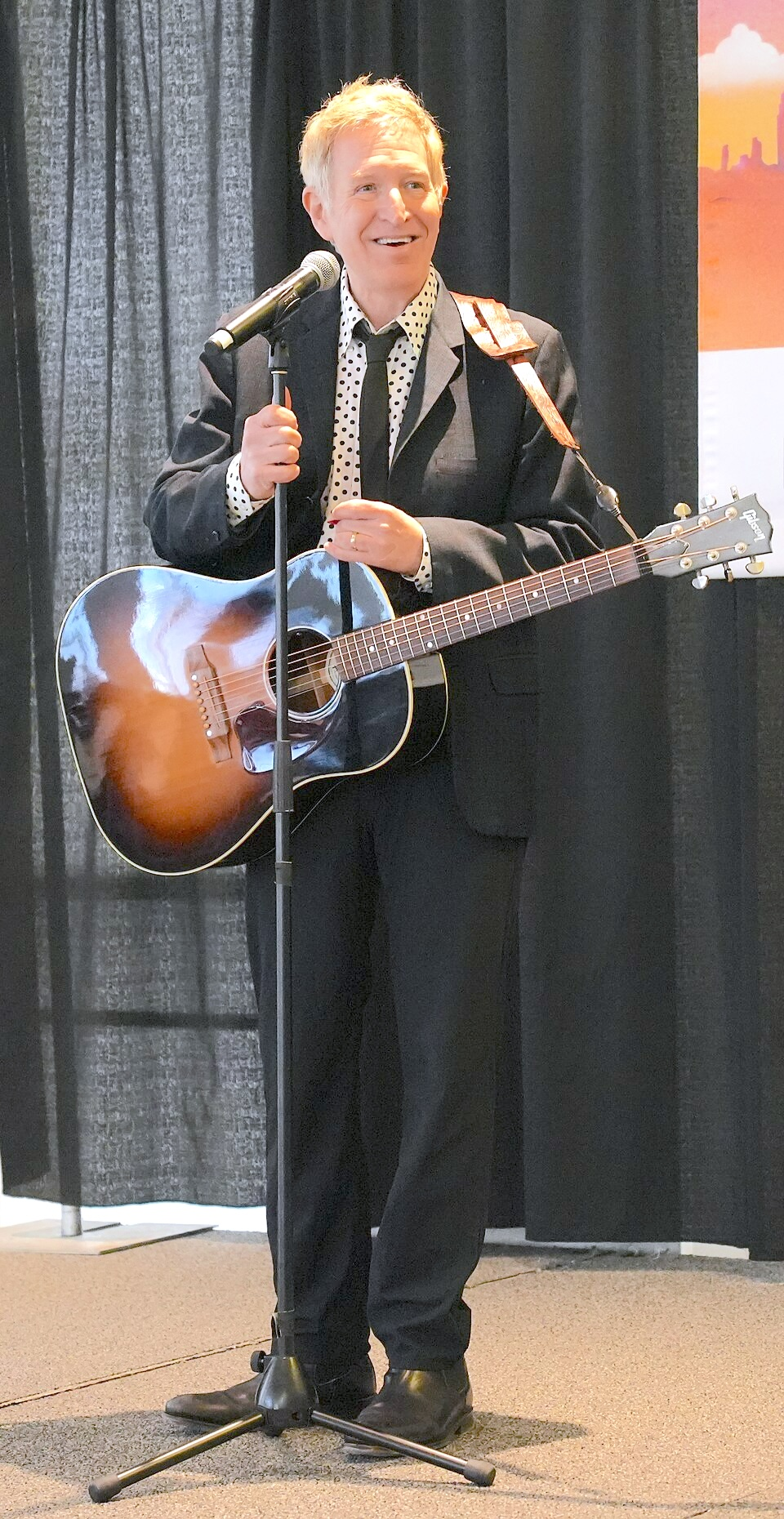
Steve Wynn 2025

### Produzione discografica
Steve Wynn gestisce anche un'etichetta discografica, la Down There, con la quale ha prodotto alcune compilation anni ottanta e dischi di artisti come Chris Cacavas (pianista d'eccezione dei Miracle 3).

## Discografia

### Album studio
- 1990 - Kerosene Man (Rhino)
- 1991 - Dazzling Display (Rhino)
- 1994 - Fluorescent (Mute)
- 1996 - Melting in the Dark (Zero Hour)
- 1997 - Sweetness & Light (Zero Hour)
- 1999 - My Midnight (Zero Hour)
- 2001 - Here Come the Miracles (Innerstate)
- 2003 - Static Transmission (DBK Works)
- 2005 - ...tick ... tick ...tick (Down There/Blue Rose)
- 2008 - Crossing Dragon Bridge
- 2010 - Northern Aggression
- 2017 - How Did Find Myself Here? (Anti)
- 2020 - Solo! Acoustic (Vol. 1) (Blue Rose records)

### Album live
- 1994 - Take Your Flunky and Dangle( live vari) (innerstate)
- 1998 - XXVIII the Suitcase Sessions (normal mail order)
- 2001 - Live at Big Mama (download digitale, in origine allegato alla rivista Mucchio Extra)
- 2003 - Bürgerhaus Heilbronn (Germany) 3.4.2003 - (Blue Rose)[2]
- 2006 - Live Tick (2 cd+DVD live) (Down There/Blue Rose)
- 2008 - Live in Bremen
- 2009 - Live in Brussels a nome Steve Wynn And The Dragon Bridge Orchestra

### Raccolta di rarità
- 1999 - Pick of the Litter (Glitterhouse)